# Estany de Reguera
L'Estany de Reguera és un llac d'origen glacial que es troba a 2.430 m d'altitud, situat al circ glacial de Cogomella a la capçalera de la vall Fosca, al Pallars Jussà, al nord-oest del poble de Cabdella, en el terme municipal de la Torre de Cabdella. Forma part de l'àrea perifèrica del Parc Nacional d'Aigüestortes i Estany de Sant Maurici.
La seva conca està formada a ponent per la Cresta de Reguera, i a llevant, per l'extrem nord de la Serra Tancada.
Pertany al grup de llacs d'origen glacial de la capçalera nord-oriental del riu de Riqüerna, a través del barranc de Francí, al voltant del Pic Salado. Rep les seves aigües de la muntanya, dels Estanyets Amagats, situats al nord-oest, i dos estanyets més situats a l'oest. així com de l'Estany Grenui, situat al seu sud-est. Les seves aigües davallen cap a l'Estany Salado, a través del Saladino.
Disposa d'una presa força grossa per tal d'ampliar la capacitat de la seva conca natural.